# Lijst van voetbalinterlands Bahama's - Bermuda
Deze lijst van voetbalinterlands is een overzicht van alle officiële voetbalwedstrijden tussen de nationale teams van de Bahama's en Bermuda. De landen speelden tot op heden zes keer tegen elkaar. Het eerste duel, een vriendschappelijke wedstrijd, werd gespeeld in Santo Domingo (Dominicaanse Republiek) op 6 maart 1974. De laatste ontmoeting, een kwalificatiewedstrijd voor het Wereldkampioenschap voetbal 2018, vond plaats op 29 maart 2015 in Devonshire.

## Wedstrijden
| № | Plaats        | Datum            | Competitie                      | Wedstrijd          | Uitslag |
| - | ------------- | ---------------- | ------------------------------- | ------------------ | ------- |
| 1 | Santo Domingo | 6 maart 1974     | Vriendschappelijk               | Bermuda − Bahama's | 3 − 0   |
| 2 | Havana        | 6 augustus 1982  | Vriendschappelijk               | Bermuda – Bahama's | 3 – 0   |
| 3 | Hamilton      | 5 mei 1999       | Caribbean Cup 1999 kwalificatie | Bermuda – Bahama's | 6 – 0   |
| 4 | Bridgetown    | 21 november 2006 | Caribbean Cup 2007 kwalificatie | Bahama's – Bermuda | 0 – 4   |
| 5 | Nassau        | 25 maart 2015    | WK 2018 kwalificatie            | Bahama's – Bermuda | 0 – 5   |
| 6 | Devonshire    | 29 maart 2015    | WK 2018 kwalificatie            | Bermuda – Bahama's | 3 – 0   |

## Samenvatting
| Competitie                 | Totaal gespeeld | Winst Bahama's | Gelijk | Winst Bermuda | Doelsaldo Bahama's – Bermuda |
| -------------------------- | --------------- | -------------- | ------ | ------------- | ---------------------------- |
| WK-kwalificatie            | 2               | 0              | 0      | 2             | 0 − 8                        |
| Caribbean Cup-kwalificatie | 2               | 0              | 0      | 2             | 0 – 10                       |
| Vriendschappelijk          | 2               | 0              | 0      | 2             | 0 – 6                        |
| Totaal                     | 6               | 0              | 0      | 6             | 0 – 24                       |

Wedstrijden bepaald door strafschoppen worden, in lijn met de FIFA, als een gelijkspel gerekend.

## Details

### Vijfde ontmoeting
| WK 2018 kwalificatie (Nassau, Bahama's, 25 maart 2015): |              | |
| Bahama's | 0 – 5        | Bermuda |
| | goals        | 6' Dante Leverock 17' (pen.) Nahki Wells 30' Zeiko Lewis 58' Justin Donawa 73' Justin Donawa                                                                 |
| Dion Godet | bondscoach   | Andrew Bascome |
| Dwayne Whylly Ambry Moss Connor Sheehan 30' Anton Sealy Dylan Pritchard Cameron Hepple Happy Hall Daron Beneby Kristoff Wood 75' Ian Winder 56' Lesly St. Fleur | opstellingen | Freddy Hall Dante Leverock 76' Jalen Harvey Jaylon Bather 66' Tre Ming Drewonde Bascome Zeiko Lewis Tyrrell Burgess 60' Rai Simons Justin Donawa Nahki Wells |
| Nesley Jean 30' Christopher Larson 56' Terry Delancy 75' | wissels      | 60' Jonté Smith 66' Wayne Bean 76' Jahnai Raynor |
| Daron Beneby 22' Cameron Hepple 64' Anton Sealy 72' Nesley Jean 90'                                                                                             | gele kaarten | |
| Happy Hall , 43' | rode kaarten | |